# Revisionspligt
|  | Flytteforslag Denne side er foreslået flyttet til Revision (regnskabsvæsen). Klik her for at se flytteforslaget. |

Alle selskaber i Danmark skal ifølge Årsregnskabsloven udarbejde en årsrapport. Årsrapporten skal give et retvisende billede af økonomien, beslutninger og ændringer i virksomheden i løbet af året, der er gået. Revisionspligten sigter på baggrund af årsrapporten efter, at skabe sikkerhed for investorer, bestyrelsesmedlemmer og andre, der har interesse i selskabet.
Revisionspligten betyder, at en statsautoriseret eller registreret revisor (hvilken en afhænger af virksomheden størrelse og type) skal revidere årsregnskabet og godkende årsrapporten.

## Følgende virksomheder er pålagt revisionspligt
- Aktieselskaber (A/S) - med visse undtagelser
- Anpartsselskaber (ApS) - med visse undtagelser
- Selskaber med begrænset ansvar (S.M.B.A og A.M.B.A) - med visse undtagelser
- Erhvervsdrivende fonde
- Børsnoterede selskaber
- Statslige selskaber

Nogle små selskaber kan alligevel trodse revisionspligten og fravælge revision. Børsnoterede og statslige selskaber kan aldrig fravælge revision. Det samme er gældende for meget store aktieselskaber og anpartsselskaber.

## Fravalg af Revision
Hvis en virksomhed er i regnskabsklasse B, der dækker mindre selskaber, så har man under visse forudsætninger mulighed for at fravælge revision. I grove træk handler det om, at man ikke må have for stor en omsætning, for høj en balancesum og for mange ansatte i virksomheden. Har virksomheden en omsætning på 8 mio. kr. eller derunder (netto), 12 ansatte eller derunder på fuld tid (gennemsnitligt på 1 år) og en balancesum på 4 mio. kr. eller derunder, så kan man overordnet set fravælge revision i regnskabsklasse B. For at en virksomhed kan fravælge revision, skal disse forhold dog have været gældende i to regnskabsår i træk.